# Condado de Ruão
Condado de Ruão foi um feudo medieval viquingue e o precursor do Ducado da Normandia. Em 911 o rei da França Carlos III, mais conhecido como "Carlos, o Simples", fez as pazes com o líder viquingue Rollo no Tratado de Saint-Clair-sur-Epte. O tratado concedeu o condado de Ruão a Rollo. Entre a criação do Concelho e a posterior criação do Ducado da Normandia, muitos viquingues se estabeleceram na região, deixando um legado duradouro na forma do dialeto Cauchois e a composição étnica dos normandos Cauchois.

## História
Os viquingues começaram invasões da área no final do século oitavo. Assentamentos escandinavos permanentes foram criados antes de 911, quando o rei Carlos chegou a um acordo rendendo o condado de Ruão a Rollo, líder viquingue. As terras ao redor de Ruão tornaram-se posteriormente o núcleo do Ducado da Normandia. Essa região pode ter sido usada como uma base para ataques escandinavos no final do século X na Inglaterra, contribuindo para a tensão e conflito entre as duas regiões.
Enquanto ataques dinamarqueses na Inglaterra continuaram, os invasores forçaram Etelredo, rei da Inglaterra, a refugiar-se na Normandia em 1013, e rei o dinamarquês Sueno Barba Bifurcada foi reconhecido como o novo rei inglês. Após sua morte no ano seguinte, Etelredo voltou para casa. No entanto, o filho do rei dos dinamarqueses, Canuto, o Grande, contestou esse retorno. O rei dos ingleses morreu inesperadamente em 1016 e Canuto ascendeu ao trono. Sua esposa Ema e seus dois filhos, Eduardo, o Confessor e Alfredo Atelingo, exilaram-se na Normandia. Ema, em seguida, tornou-se a segunda esposa de Canuto.
Após a morte de Canuto, em 1035, o trono inglês foi para Haroldo Pé de Lebre, seu filho com sua primeira esposa, enquanto Hardacanuto, seu filho com Ema, tornou-se rei da Dinamarca. A Inglaterra permaneceu instável conforme Alfredo retornou em 1036 para visitar sua mãe, e, talvez, para desafiar o governo de Haroldo. Uma história implica o conde Goduíno de Wessex na morte de Alfredo, enquanto outra história implica o rei da Inglaterra. Ema foi para o exílio no Flandres até Hardacanuto tornar-se rei após a morte de seu irmão em 1040; seu meio-irmão Eduardo o seguiu à Inglaterra. Eduardo foi proclamado rei após a morte de seu meio-irmão em junho de 1042.